# Karl Trautmann (Kulturhistoriker)
Karl Trautmann (* 4. November 1857 in München; † 22. März 1936 ebenda) war ein deutscher Kulturhistoriker. Ludwig Hollweck bezeichnete ihn als einen „der besten Kenner Altmünchens und [...] produktivsten Lokalhistoriker“.
Karls Vater sei der Französischlehrer der späteren Könige Ludwig II. und Otto I. gewesen.
Er studierte in München, Paris und Tübingen Kunstgeschichte, neuere Philologien und Geschichte. Schon nach drei Jahren promovierte er in Tübingen und wurde im Anschluss Gymnasiallehrer in Regensburg und Würzburg.
Zwischen 1887 und 1894 war er Schriftleiter des Jahrbuchs für Münchner Geschichte und zwischen 1889 und 1892 der Bayerischen Bibliothek.
Zu seinen Werken zählen Kulturbilder aus Altmünchen (5 Bände, 1914–1930) sowie auch die zusammen mit Karl von Reinhardstöttner begründete Bayerische Bibliothek (Buchreihe).